# 滝佑里
滝佑里は、日本の俳優。劇団俳優座所属。血液型はAB型

## 出演作品
【舞台】
■2024年3月『わが一高時代の犯罪』(COOL JAPAN PARK OSAKA TT ホール・池袋サンシャイン劇場)
原作:高木彬光/脚本:須貝英/演出:野坂実(藤山章子役)
■2024年2月『原宿ガールズ』(上野ストアハウス)
作:フランシス・ターンリィ/翻訳:万里紗/演出:舘そらみ(ケイコ役)
■2023年12月『The king of hell's palace-閻魔の王宮-』(俳優座劇場)
演出:眞鍋卓嗣(ジャスミン･ペイペイ役)★第十一回ハヤカワ「悲劇喜劇」賞受賞
■2023年6月  『この夜は終わらぬ。』(俳優座スタジオ)
作・演出:伊藤毅（やしゃご）(弁護士･斎藤ひなた役)
■2022年10月『猫、獅子になる』(俳優座劇場)
作:横山拓也/演出:眞鍋卓嗣(岬野梓役)
★第30回　読売演劇大賞作品賞受賞
■2022年8月朗読劇『桜隊　9人の足跡』(五百羅漢寺)
企画:常盤貴子(笠絅子役)
■2022年7月『ブレスレス ゴミ袋を呼吸する夜の物語』(ザ･スズナリ)
作･演出:坂手洋二(ミユキ役)
■2022年5月『T Cross road 短編戯曲祭〈花鳥風月〉春』(SPACE雑遊)
演出:川村毅(森レイラ役)
■2021年12月『紛争地域から生まれた演劇13』(東京芸術劇場シアターイースト）（モノローグ）
■2021年8月『戒厳令』（俳優座スタジオ）
作:アルベール･カミュ/演出:眞鍋卓嗣 （判事の娘役）★紀伊國屋演劇賞団体賞受賞作品
■2020年1月『雉はじめて鳴く』(俳優座劇場）
作:横山拓也/演出:眞鍋卓嗣（奥野沙織役）★紀伊國屋演劇賞･読売演劇賞演出部門受賞作品
■2019年 せんがわ演劇祭『鋼のピアノ』(せんがわ劇場)演出:田中壮太郎（小元役）
■2018年『首のないカマキリ』（俳優座スタジオ）作:横山拓也/演出:眞鍋卓嗣（主演:森坂奈緒役）
■2018年『いつもいつも君を憶ふ』（俳優座劇場）作:山谷典子/演出:深作健太（愛梨役）
■2016年『反応工程』（紀伊国屋ホール）作:宮本研/演出:小笠原響（田宮節子役）
【映画・ドラマ】
■2024年『わたしのかあさん』山田火砂子監督(秋本役)
■2022年『われ弱ければ　矢嶋楫子伝』山田火砂子監督（宮本うめ役）
■2022年NHKドラマ『風よあらしよ』(伊藤野枝の同級生役）
■2022年NHKドラマコズミックフロント『アマチュア天文学　山本一清』(女性記者役)
【ナレーション】
東京農業大学『映像で振り返る130周年』
【アテレコ】
■2023年Netflix『キル・ボクスン』(キル・ボクスン学生時代)
■2022年 映画『しまじろうとキラキラおうこくのおうじさま』（キラキラおうこくの住人役）
■2022年 Netflix 韓国ドラマ『今、私たちの学校は…』(キム・ジミン役）
■2021年 Disney＋『ブラック・ウィドウ』(レラト役）　
■2021年 ディズニーキッズ『ドッグはおもちゃドクター』(リーガン役)
■2021年 海外ドラマ『スーパーナチュラル　ファイナルシーズン』(デイナ役)
■2020年 韓国ドラマ『保健教師アン・ウニョン』(アン・ウニョン幼少期)
■2020年 アニメ『ラッテと魔法の水の石』（ウサギの子役）